# Alburnett
Alburnett es una ciudad situada en el condado de Linn, Estado de Iowa, Estados Unidos. Según el censo de 2000 tenía una población de 559 habitantes.

## Demografía
Según el censo de 2000, había 559 personas, 199 hogares y 152 familias residiendo en la localidad. La densidad de población era de 251,09 hab./km². Había 207 viviendas con una densidad media de 92,9 viviendas/km². El 99,28% de los habitantes eran blancos y el 0,72% pertenecía a dos o más razas. El 0,18% de la población eran hispanos o latinos de cualquier raza.
Según el censo, de los 199 hogares, en el 47,7% había menores de 18 años, el 62,8% pertenecía a parejas casadas, el 10,6% tenía a una mujer como cabeza de familia, y el 23,6% no eran familias. El 21,6% de los hogares estaba compuesto por un único individuo, y el 10,1% pertenecía a alguien mayor de 65 años viviendo solo. El tamaño promedio de los hogares era de 2,81 personas, y el de las familias de 3,32.
La población estaba distribuida en un 34,5% de habitantes menores de 18 años, un 6,4% entre 18 y 24 años, un 29,7% de 25 a 44, un 19,7% de 45 a 64, y un 9,7% de 65 años o mayores. La media de edad era 32 años. Por cada 100 mujeres había 91,4 hombres. Por cada 100 mujeres de 18 años o más, había 96,8 hombres.
Los ingresos medios por hogar en la localidad eran de 54.464 dólares ($), y los ingresos medios por familia eran 61.094 $. Los hombres tenían unos ingresos medios de 41.442 $ frente a los 26.083 $ para las mujeres. La renta per cápita para la ciudad era de 19.815 $. El 3,2% de la población y el 4,8% de las familias estaban por debajo del umbral de pobreza. El 3,2% de los menores de 18 años y el 12,0% de los habitantes de 65 años o más vivían por debajo del umbral de pobreza.

## Geografía
Según la Oficina del Censo de los Estados Unidos, la localidad tiene un área total de 2,23 km², la totalidad de los cuales corresponden a tierra firme.